# Triprion petasatus
Genre
Synonymes
- Pharyngodon Cope, 1865 nec Diesing, 1861

Espèce
Synonymes
- Pharyngodon petasatus Cope, 1865

Statut de conservation UICN

 LC  : Préoccupation mineure
Triprion petasatus, aussi appelé grenouille canard, est l'unique représentant du genre Triprion. C'est une espèce d'amphibiens de la famille des Hylidae vivant dans les forêts de plaines du Mexique et d'Amérique Centrale. Il mesure de 5 à 7,5 cm et se nourrit d'insectes. Il vit dans les arbustes où il se déplace avec facilité grâce au disque adhésif de ses doigts. Les mâles sont vert olive alors que les femelles sont plus sombre et présentent parfois des taches marron sur le dos.

## Répartition
Cette espèce se rencontre, :
- dans le nord du Belize ;
- au Guatemala dans le nord du département du Petén ;
- au Honduras dans le Lago de Yojoa, le plus grand lac du pays ;
- au Mexique dans les États du Yucatan, du Campeche et du Quintana Roo.

## Publications originales
- Cope, 1865 : Third contribution to the herpetology of tropical America. Proceedings of the Academy of Natural Sciences of Philadelphia, vol. 17, p. 185-198 (texte intégral).
- Cope, 1866 : Fourth contribution to the herpetology of tropical America. Proceedings of the Academy of Natural Sciences of Philadelphia, vol. 18, p. 123-132 (texte intégral).